# Timonius teysmannii
Timonius teysmannii är en måreväxtart som beskrevs av Theodoric Valeton. Timonius teysmannii ingår i släktet Timonius och familjen måreväxter. Inga underarter finns listade i Catalogue of Life.